# Matiloxis jalapena
Matiloxis jalapena är en fjärilsart som beskrevs av William Schaus 1906. Matiloxis jalapena ingår i släktet Matiloxis och familjen nattflyn. Inga underarter finns listade i Catalogue of Life.